# Tabasco (stan)
Tabasco (wymowaⓘ) – stan w południowo-wschodnim Meksyku. Graniczy ze stanami: Chiapas (na południu), Campeche (na wschodzie) i z Veracruz (na zachodzie). Na północy ma dostęp do Zatoki Meksykańskiej. Od wschodu graniczy z Gwatemalą.

## Podział administracyjny
Stan Tabasco dzieli się na 17 gmin (hiszp. municipios).

## Historia
Od ok. 1500 p.n.e. rozwijała się na terenie Tabasco cywilizacja, której twórcami byli Olmekowie. Szczyt jej potęgi przypadł na ok. 500 p.n.e. W okresie od 100 do 1000 n.e. w regionie dominowali Majowie. W XIII w. Toltekowie zajmują miejsce Majów. Kolejną kulturę stworzyli Indianie Chontal (XIV w.). Istniało tu wiele stosunkowo dużych ośrodków miejskich (np. Cimatán czy Teapa), które bogaciły się na handlu pomiędzy szczepami Majów a Indianami Nahua. Szacuje się, że na początku XVI w. obszar Tabasco mógł być zamieszkany przez ok. 130 tys. ludzi.
Pierwszymi Europejczykami, którzy pojawili się w Tabasco byli Hiszpanie z ekspedycji Juana de Grijalby (1518), który badał tutejsze wybrzeże. Niedługo potem Hiszpanie zaczęli wymieniać się z plemieniem Chontal na złote przedmioty. Posiadanie złota przez tubylców przyśpieszyło dalsze hiszpańskie badania tego obszaru. Rok później Hernán Cortés przybywa ze swoją wyprawą i stacza kilka potyczek z Indianami. Hiszpanom udało się przekonać jednego z miejscowych wodzów imieniem Tabasco do podarowania im 20 kobiet. Wśród nich znalazła się również słynna Malinche, która została kochanką Cortesa i oddała konkwistadorom nieocenione usługi jako tłumaczka.
Ciągłe powstania Indian w środkowym Meksyku i konieczność utrzymywania tam większych sił przez konkwistadorów sprawiły, że Tabasco przez dłuższy okres po upadku Tenochtitlánu cieszyło się względną swobodą. Przez krótki okres Tabasco należało do prowincji Gwatemala. Pod koniec XVI w. mieszkało tu zaledwie 7 500 Indian i setka kolonistów. Aby rozwinąć uprawę roli Hiszpanie zaczęli sprowadzać do regionu czarnych niewolników. Ze względu na swoje położenie (bliskość Morza Karaibskiego i Oceanu Spokojnego) i przebiegające tędy drogi handlowe Tabasco było przedmiotem zainteresowania francuskich i angielskich piratów. Napady korsarzy, powstania Indian i Murzynów przez długi okres hamowały wzrost ludności regionu. Pod koniec XVIII w. Hiszpanie intensyfikują akcję sprowadzania Murzynów do pracy na roli aby uzupełnić ubytek ludności powstały w wyniku pacyfikacji wybuchających ciągle rebelii.
Zapoczątkowany w 1810 ruch niepodległościowy nie dociera do Tabasco. Dopiero pokonanie Hiszpanów w reszcie kraju (1821) pozwoliło na przyłączenie regionu do niepodległego Meksyku. W roku 1824 Tabasco uzyskuje status stanu. Pierwsze lata po uzyskaniu niepodległości to okres niestabilności i ciągłych walk o władzę. Przez krótki okres podczas wojny z USA region był okupowany przez armię amerykańską. W 1863 r. Tabasco zostało zajęte przez interwencyjne wojska francuskie, które próbowały wprowadzić w Meksyku cesarstwo z Maksymilianem I jako cesarzem.
W 1867 liberałowie z Benito Juarezem pokonują Francuzów a Tabasco tak jak i reszta kraju zostaje wyzwolone. Po objęciu rządów przez Porfirio Diaza (tzw. „porfiriat”) następuje długo oczekiwany okres spokoju. W 1910 wybucha rewolucja meksykańska, która tylko w niewielkim stopniu dotyka stanu. Lokalne elity szybko poparły zwycięskie siły Venustiano Carranzy, nawet zanim uchwalona została nowa konstytucja z 1917. Po zakończeniu rewolucji władzę w stanie sprawowała w sposób niepodzielny partia PRI. W drugiej połowie XX w. oblicze gospodarcze Tabasco zmieniło się w sposób zasadniczy w wyniku odkrycia dużych złóż ropy.

## Warunki geograficzne i klimatyczne
Większość krajobrazu stanu jest płaska z wyjątkiem terenów przy granicy z Chiapas, gdzie występują niewielkie wniesienia.
W Tabasco występuje niemal 1/3 wszystkich zasobów wody całego Meksyku. Największymi rzekami są: Grijalva i Usumacinta. Usumacinta – najdłuższa rzeka kraju tworzy granicę z Gwatemalą. Z innych wartych odnotowania rzek można wymienić: Palizadę, San Pedro, San Pablo, Tonalę i Mezcalapę. Oprócz tego w regionie znajduje się wiele lagun (m.in.: Rosario, Las Ilusiones, Pomposú, Machona i Canitzán). 
Ze względu na obecność ciepłych wód Zatoki Meksykańskiej klimat jest ciepły i wilgotny. temperatura waha się od 24 do 28 °C. Najobfitsze opady występują w sierpniu i we wrześniu. W samym tylko września poziom opadów nierzadko osiąga 30 cm.
Na wybrzeżu spotyka się roślinność namorzynową. W górach występują lasy deszczowe, na które składają się takie drzewa jak: mahoniowiec, puchowiec czy kauczukowce.
Z fauny zwierzęcej występują: jelenie, oceloty, małpy, aligatory i jaguary. W lasach żyją kolibry i tukany. Ze względu na walory przyrodnicze utworzony został Rezerwat Biosfery Centla (obejmujący dziewicze bagna), który jest zagrożony przez zanieczyszczenia powstające przy wydobyciu ropy.

## Gospodarka
Poszczególne sektory gospodarki stanu wg ich udziału w PKB, kształtują się następująco: przemysł (5%), usługi (21%), transport (8%), finanse (15%), rolnictwo (8%), budownictwo (9%) i górnictwo (16%). 
Villahermosa jest ośrodkiem handlowym i przemysłowym stanu. Znajdują się tu m.in. zakłady spożywcze, drzewne i odzieżowe. Na niewielką skalę wykonuje się drobne rzemiosło (np. wyroby ze skóry aligatorów). W dalszym ciągu bardzo dużą rolę w gospodarce odgrywa wydobycie ropy naftowej.
Większość mieszkańców znajduje zatrudnienie w rolnictwie. Uprawia się tu m.in.: kukurydzę, fasolę, jukkę, kakao, trzcinę cukrową, banany i ryż. Hoduje się: bydło, świnie, kozy i owce.

## Turystyka
Na Usumacinta urządzane są spływy kajakowe i pontonowe. Warte odwiedzenia są pozostałości po cywilizacjach Majów i Olmeków w La Venta, Comacalco i Ponomá. Nad Zatoką Meksykańską położone są długie odcinki plaż nadających się do kąpieli. Laguna La Polvora słynie ze swoich wodospadów.

## Galeria

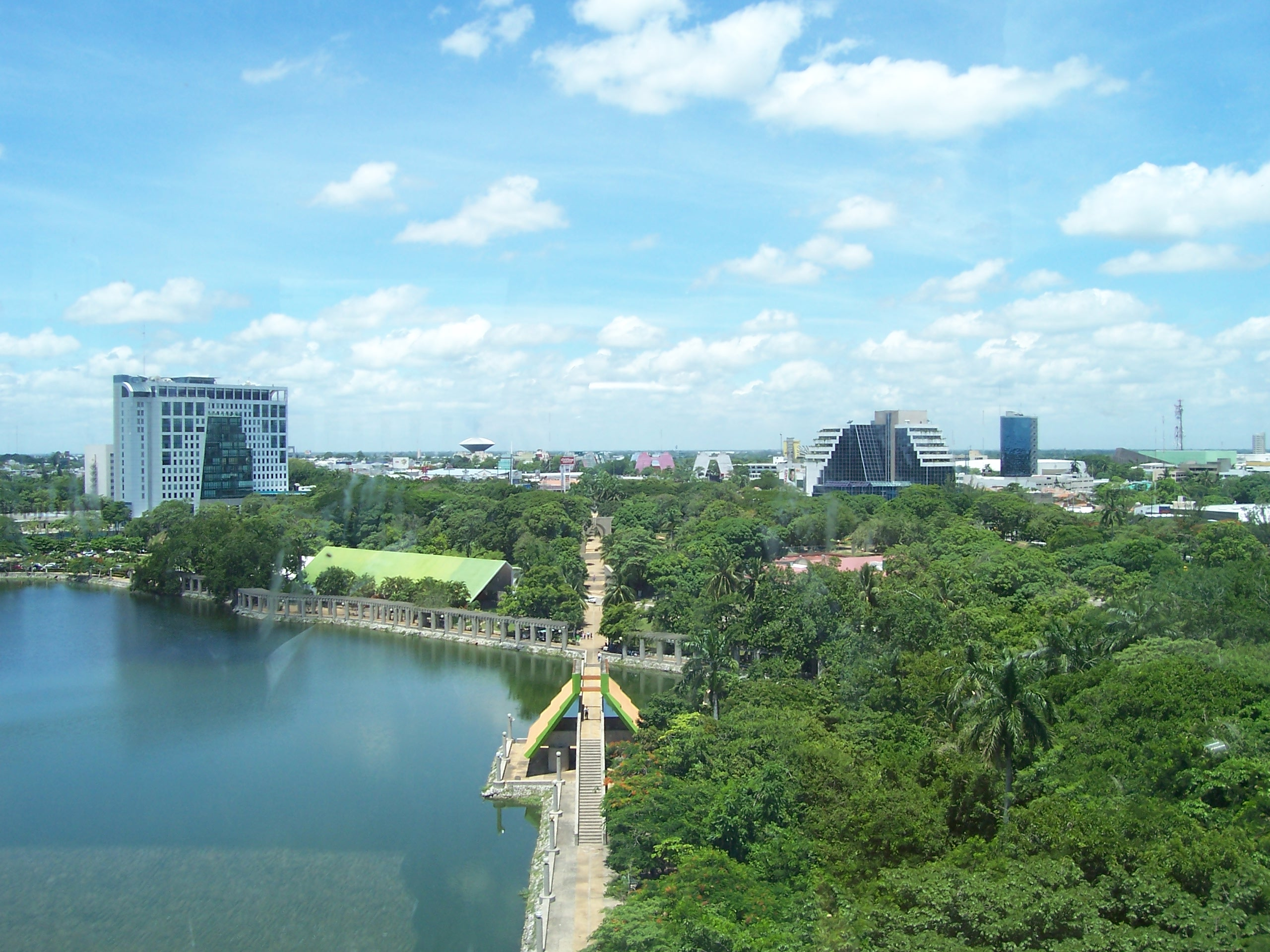
Villahermosa
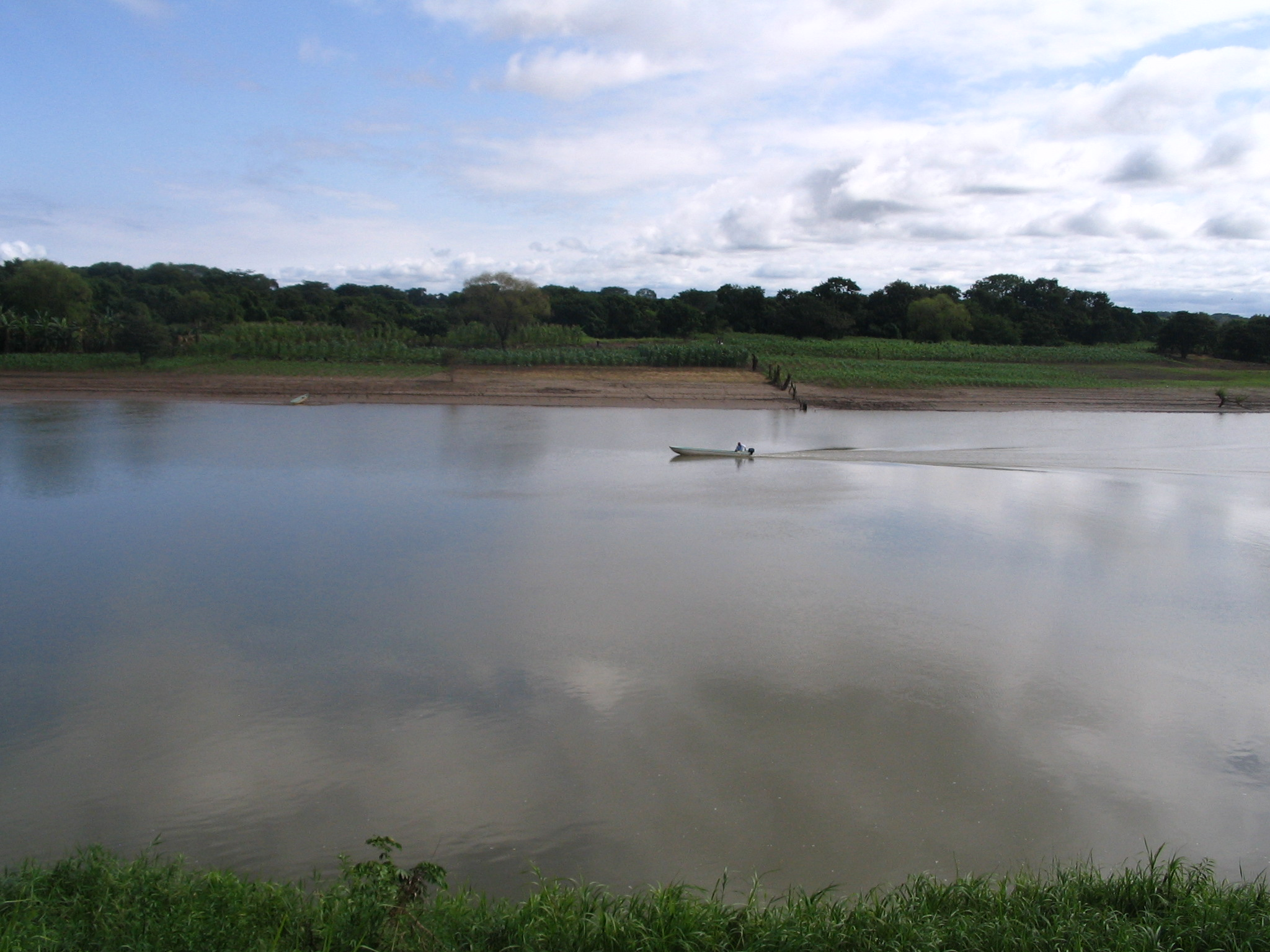
Rzeka Usumacinta
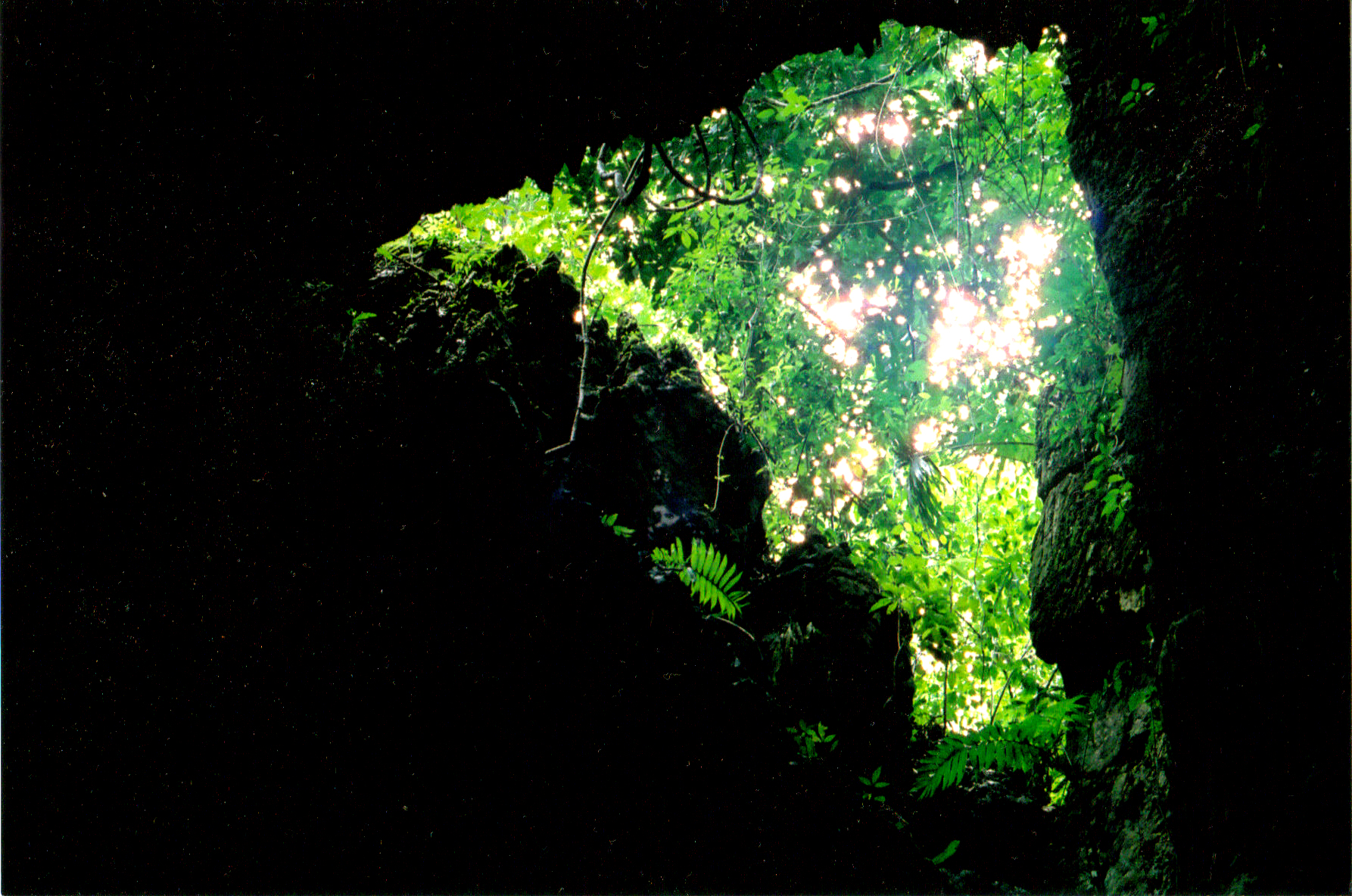
Grutas Del Coconá
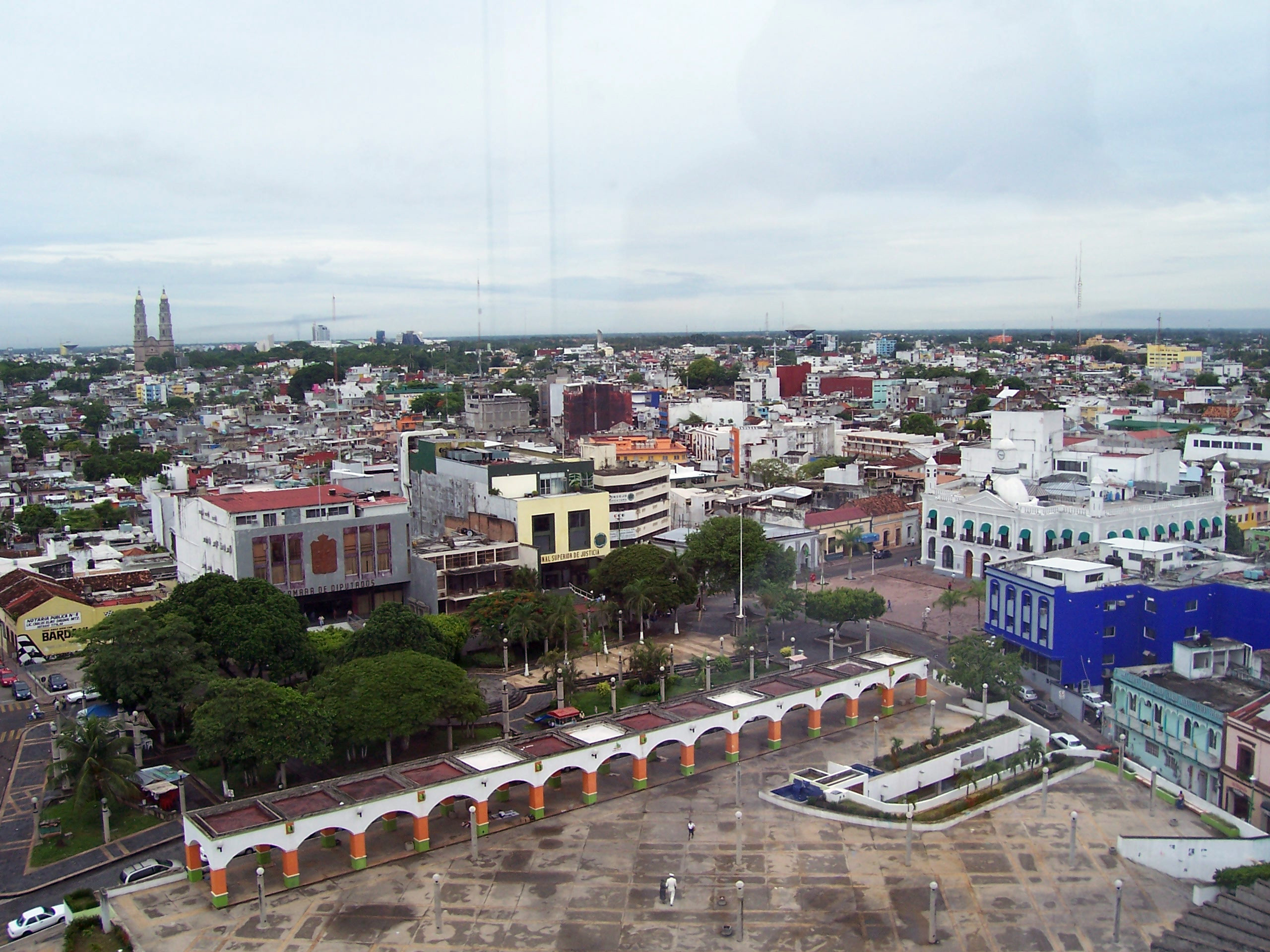
Villahermosa